# El Chadaille Bitshiabu
El Chadaille Bitshiabu (Villeneuve-Saint-Georges, Isla de Francia, Francia, 16 de mayo de 2005) es un futbolista francés que juega en la demarcación de defensa para el R. B. Leipzig de la 1. Bundesliga de Alemania.

## Trayectoria
Es un exjugador juvenil del US Saint-Denis y del A. C. Boulogne-Billancourt. Se incorporó a la Academia del Paris Saint-Germain en 2017. Ese mismo año, durante un torneo amistoso, llamó la atención de los medios de comunicación por su excepcional estatura a esa edad.
El 27 de julio de 2020 firmó un contrato de tres años como aspirante con el Paris Saint-Germain F. C. Su primer partido con la selección absoluta tuvo lugar la semana siguiente, el 5 de agosto, en un partido amistoso contra el F. C. Sochaux-Montbéliard (1-0). El 29 de julio de 2021 firmó su primer contrato profesional, que le vincula al club hasta junio de 2024. Debutó con el club en una victoria por 3-0 en la Copa de Francia contra el Entente Feignies Aulnoye F. C. el 19 de diciembre de 2021. Su debut a los 16 años y 213 días le convirtió en el jugador más joven en disputar un partido oficial con el club, récord que hasta entonces ostentaba Kingsley Coman. El 20 de abril de 2022 debutó en la Ligue 1 en la victoria por 3-0 contra el Angers S. C. O.
El 18 de julio de 2023 fichó por el R. B. Leipzig y firmó hasta 2028.

## Selección nacional
Es internacional juvenil francés. Empezó a recibir convocatorias con las selecciones juveniles francesas en enero de 2020. En 2021 fue convocado para jugar con la selección francesa sub-18 en el Tournoi International de Limoges.

## Vida personal
Nacido en Francia, es de ascendencia congoleña y comorense.

## Estadísticas

### Clubes
Actualizado al último partido disputado el 5 de noviembre de 2024.
| Club                              | Div.          | Temporada     | Liga  | Liga  | Copas nacionales | Copas nacionales | Copas internacionales | Copas internacionales | Total | Total |
| Club                              | Div.          | Temporada     | Part. | Goles | Part.            | Goles            | Part.                 | Goles                 | Part. | Goles |
| --------------------------------- | ------------- | ------------- | ----- | ----- | ---------------- | ---------------- | --------------------- | --------------------- | ----- | ----- |
| Paris Saint-Germain II Francia    | 5.ª           | 2021-22       | 3     | 0     | —                | —                | —                     | —                     | 3     | 0     |
| Paris Saint-Germain II Francia    | Total club    | Total club    | 3     | 0     | 0                | 0                | 0                     | 0                     | 3     | 0     |
| Paris Saint-Germain F. C. Francia | 1.ª           | 2021-22       | 1     | 0     | 2                | 0                | 0                     | 0                     | 3     | 0     |
| Paris Saint-Germain F. C. Francia | 1.ª           | 2022-23       | 13    | 0     | 2                | 0                | 1                     | 0                     | 16    | 0     |
| Paris Saint-Germain F. C. Francia | Total club    | Total club    | 14    | 0     | 4                | 0                | 1                     | 0                     | 19    | 0     |
| R. B. Leipzig · Alemania          | 1.ª           | 2023-24       | 6     | 0     | 0                | 0                | 0                     | 0                     | 6     | 0     |
| R. B. Leipzig · Alemania          | 1.ª           | 2024-25       | 5     | 0     | 1                | 0                | 2                     | 0                     | 8     | 0     |
| R. B. Leipzig · Alemania          | Total club    | Total club    | 11    | 0     | 1                | 0                | 2                     | 0                     | 14    | 0     |
| Total carrera                     | Total carrera | Total carrera | 28    | 0     | 5                | 0                | 3                     | 0                     | 36    | 0     |